# Icterus pectoralis
Icterus pectoralis là một loài chim trong họ Icteridae.